# Chiara Tabani
Chiara Tabani (Prato, 27 augustus 1994) is een Italiaans waterpolospeelster die speelt als verdedigster. 
Ze maakte deel uit van de nationale ploeg die in 2015 brons won op het wereldkampioenschap waterpolo in Kazan en in 2016 zilver op de Olympische Spelen in Rio de Janeiro. In 2018 deed ze mee aan de Middellandse Zeespelen waar ze met de nationale ploeg zilver veroverde.
Ze begon waterpolo te spelen onder impuls van haar oudere zus Elena Tabani bij Prato Waterpolo in 2009 en speelde al snel in de eerste ploeg. Ze wist in 2013 met de club te promoveren naar de Serie A. Ze speelde bij de club tot in 2016 en stapte toen over naar het Spaanse Club Natació Sabadell. In 2017 keerde ze terug naar Italië en ging spelen voor SIS Roma waarmee ze in 2018/19 de beker van Italië won.

## Palmares
- 2015:  Wereldkampioenschap, Kazan
- 2016:  Europees kampioenschap, Belgrado
- 2016:  Olympische Zomerspelen, Rio de Janeiro
- 2018:  Middellandse Zeespelen, Tarragona